# فرانك هوستون
فرانك هوستون (بالإنجليزية: Frank Houston)‏ هو قس نيوزيلندي، ولد في 1926، وتوفي في 8 نوفمبر 2004.